# برای تو می‌خوانم
برای تو می‌خوانم (انگلیسی: Sing for You) چهارمین آلبوم چندآهنگهٔ گروه پسرانه کره‌ای–چینی اکسو است. این آلبوم چندآهنگه در ۱۰ دسامبر ۲۰۱۵ توسط اس‌ام انترتینمنت در ورژن‌های کره‌ای و چینی منتشر شد. این آلبوم رکورد سریع‌ترین فروش را در تاریخ جدول فروش آلبوم هانتو در کره جنوبی داشت، تا اینکه سومین آلبوم استودیویی گروه به نام اگزکت در ژوئن ۲۰۱۶ از آن پیشی گرفت. این اولین اثر اکسو بدون حضور تائو است چون در اوت ۲۰۱۵ علیه اس‌ام انترتینمنت شکایت کرد و سپس گروه را ترک کرد.

## جدول‌های موسیقی
| جدول                                   | بالاترین جایگاه جدول | بالاترین جایگاه جدول |
| جدول                                   | ورژن کره‌ای           | ورژن چینی            |
| -------------------------------------- | -------------------- | -------------------- |
| جدول هفتگی آلبوم‌های کره جنوبی (گائون)  | ۱                    | ۲                    |
| جدول ماهانه آلبوم‌های کره جنوبی (گائون) | ۱                    | ۲                    |
| جدول سالانه آلبوم‌های کره جنوبی – ۲۰۱۵  | ۲                    | ۷                    |
| جدول هفتگی آلبوم‌های ژاپن (اوریکون)     | ۶                    | ۱۲                   |
| جدول ماهانه آلبوم‌های ژاپن (اوریکون)    | ۲۶                   | ۴۴                   |

| جدول                                  | بالاترین جایگاه |
| ------------------------------------- | --------------- |
| آلبوم‌های جهانی ایالات متحده (بیلبورد) | ۶               |

## فروش‌ها
| کشور              | فروش‌ها     | فروش‌ها    |
| کشور              | ورژن کره‌ای | ورژن چینی |
| ----------------- | ---------- | --------- |
| کره جنوبی (گائون) | ۳۳۱٬۹۷۶    | ۱۷۶٬۲۳۹   |
| ژاپن (اوریکون)    | ۲۰٬۷۷۳     | ۸٬۹۲۳     |